# NGC 5053
NGC 5053 là tên của một cụm sao cầu nằm trong chòm sao Hậu Phát. Vào ngày 14 tháng 3 năm 1784, nhà thiên văn học người Anh gốc Đức William Herschel phát hiện và biên mục nó là VI-7. Trong ghi chép vắn tắt của ông, ông mô tả nó là "một cụm sao mờ có các ngôi sao cực kì nhỏ với một tinh vân có thể phân biệt rõ có đường kính khoảng 8 đến 10', có khả năng là 240, không còn nghi ngờ nữa". Nhà thiên văn học người Đan Mạch-Ai len đã báo cáo vào năm 1888 rằng cụm sao này "rất mờ, khá sáng, hình dáng tròn bất thường, từ rìa nhìn vào thì càng sáng".
Cụm sao này là một cụm sao nghèo kim loại, nghĩa là các ngôi sao của nó có nhiều Hydro và Heli hơn là các kim loại, trong thuật ngữ của thiên văn học, đó gọi là độ kim loại. Năm 1995, nó được xem là cụm sao có đó kim loại thấp nhất của Ngân Hà. Sự giàu có các chất hóa học của nó giống với Thiên hà lùn hình cầu Sagittarius hơn là quầng thiên hà. Dựa vào chuyển động học của cụm sao cầu này, NGC 5053 được cho là bị tách ra khỏi một thiên hà lùn.
Hiện tại, ta đã biết được nó có 10 ngôi sao biến quang với khối lượng nằm trong khoảng 68 đến 78 phần trăm khối lượng mặt trời. Chín trong số đó được nhà thiên văn học người Đức Walter Baade phát hiện vào năm 1928 và ngôi sao thứ 10 được nhà thiên văn học người Mĩ Helen Sawyer phát hiện vào năm 1946.

## Dữ liệu hiện tại
Theo như quan sát, đây là cụm sao nằm trong chòm sao Hậu Phát và dưới đây là một số dữ liệu khác:
Xích kinh 13h 16m 27.09s
Độ nghiêng +17° 42′ 00.9″
Cấp sao biểu kiến 9.96
Kích thước biểu kiến 10.5'
Độ kim loại −2.30